# Dorna Sports
Dorna Media SL est une entreprise créée en 1988 en Espagne, initialement propriété de la société de capital-investissement Bridgepoint Capital (en) et de la société de la Couronne CPP Investment Board.
L'entreprise est détentrice depuis 1992 des droits commerciaux et de télévision des championnats du monde FIM de MotoGP, et depuis 2013 des droits sur le Superbike.

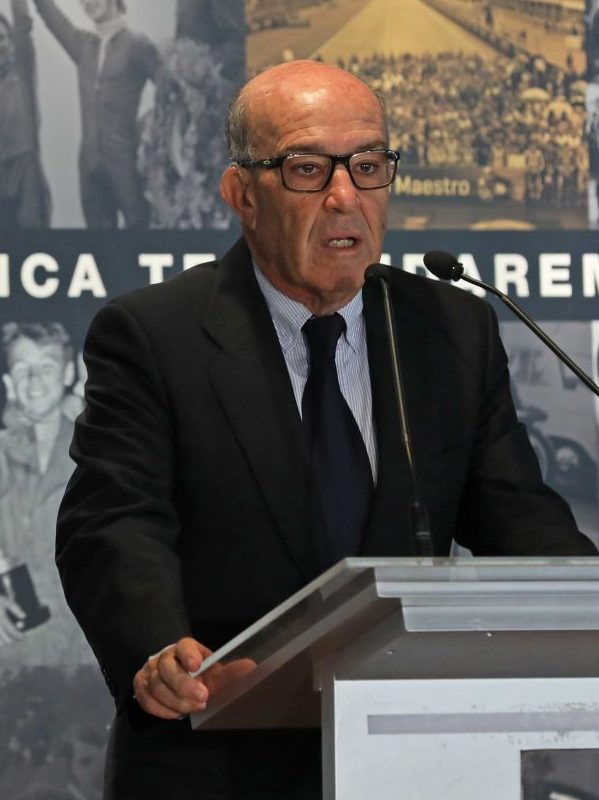
, directeur général.